# Anna Magnani
Anna Magnani (phát âm tiếng Ý: [ˈanna maɲˈɲaːni]; phát âm tiếng Ý: [anna maɲɲaːni]; 07 tháng 3 năm 1908 - ngày 26 tháng 9 năm 1973) là một nữ diễn viên sân khấu và điện ảnh người Ý. Bà đã giành giải Oscar cho nữ diễn viên chính xuất sắc nhất, cùng với bốn giải thưởng quốc tế khác, với vai diễn của mình. một góa phụ Sicilia trong The Rose Tattoo.
Sinh ra tại Roma, bà đã theo học Học viện Kịch nghệ của Roma bằng cách hát tại các hộp đêm. Trong suốt sự nghiệp của mình, đứa con duy nhất của bà bị mắc bệnh bại liệt khi cậu bé được 18 tháng tuổi và vẫn liệt.
Bà được gọi là "La Lupa," các "bánh mì nướng lâu năm của Roma" và một "biểu tượng sói cái sống" của điện ảnh. Tại chí Times mô tả tính cách của bà là "bốc lửa", và nhà phê bình phim Harold Clurman nói diễn xuất của bà là "mãnh liệt". Trong lĩnh vực điện ảnh Ý, bà đã "đam mê, không biết sợ, và thú vị", một nữ diễn viên mà nhà lịch sử điện ảnh Barry Monush gọi là "đất mẹ của tất cả các mãnh liệt của tất cả điện ảnh Ý." Đạo diễn Roberto Rossellini gọi bà là "thiên tài diễn xuất vĩ đại nhất từ thời Eleonora Duse". Nhà soạn kịch Tennessee Williams đã trở thành một người ngưỡng mộ diễn xuất của bà và đã viết The Rose Tattoo đặc biệt cho bà vào vai chính trong, một vai trò mà bà đã nhận được một giải Oscar vào năm 1955.
Sau khi gặp đạo diễn Goffredo Alessandrini, bà nhận được vai diễn điện ảnh đầu tiên của mình trong La cieca di Sorrento (Người phụ nữ mù của Sorrento) (1934) và sau đó đạt được danh tiếng quốc tế trong Rossellini của Rome, Open City (1945), được coi là bộ phim quan trọng đầu tiên khởi động phong trào chủ nghĩa hiện thực Ý trong điện ảnh. Là một diễn viên tên tuổi của bà được công nhận cho diễn xuất năng động và mạnh mẽ của "người phụ nữ hạ đẳng trần tục" trong các phim như The Miracle (1948), Bellissima (1951), The Rose Tattoo (1955), The Fugitive Kind (1959), với Marlon Brando và được đạo diễn bởi Sidney Lumet, và Mamma Roma (1962). Ngay từ năm 1950, tạp chí Life đã tuyên bố rằng Magnani là "một trong những nữ diễn viên ấn tượng nhất kể từ Garbo"..